# Іффецгайм
Іффецгайм (нім. Iffezheim) — громада в Німеччині, знаходиться в землі Баден-Вюртемберг. Підпорядковується адміністративному округу Карлсруе. Входить до складу району Раштат.
Площа — 19,95 км2. Населення становить 5230 ос. (станом на 31 грудня 2020).